# Riga óvárosa
Riga óvárosa (lettül: Vecrīga vagy  Vecpilsēta) Lettország fővárosának, Rigának a legrégebbi, központi történelmi része. Riga Központi kerületében, a Daugava mentén terül el. 1967 óta állami védett terület, 1983 óta műemléki védettséget élvez. Riga történelmi központjaként világörökségi helyszín, amely Riga óvárosán kívül néhány szomszédos területet is magában foglal. 1997-ben nyilvánították világörökséggé a 483 hektáros területet, ahol olyan épületek találhatóak, mint a Rigai dóm és a Szent Péter-templom.
Riga a Hanza-szövetség egyik fontos központja volt, amely a 13-15. században a Közép- és Kelet-Európával folytatott kereskedelemnek köszönhette jólétét. Azonban a város legkorábbi épületeinek többsége tűzvészben vagy háborúban megsemmisült. Az első világháború idejére a város 480 000 lakosával kinőtte a középkori városfalakkal határolt területet, és a külvárosokat először klasszicista, majd Jugendstil stílusban építették ki. Általánosan elismert, hogy Riga büszkélkedhet Európa legtöbb szecessziós épületével, több mint hétszázzal.

## Története

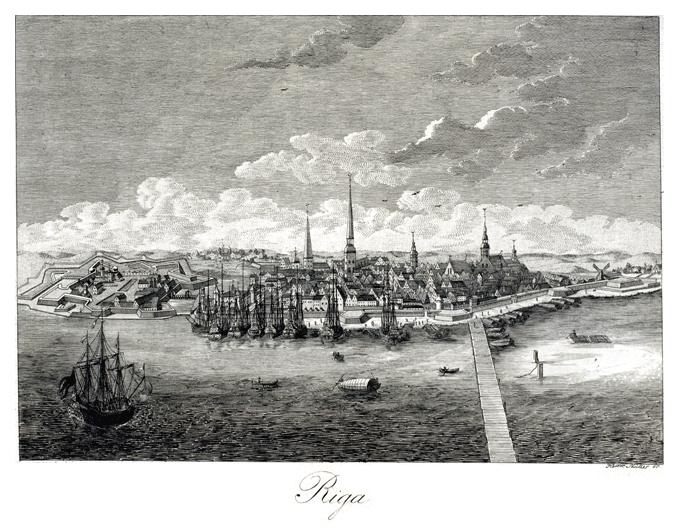
Az óváros látképe a 17. században

Rigát 1201-ben Albert püspök alapította, 1225-ben pedig városi jogokat kapott. Az óváros, vagyis a megerősített középkori város legrégebbi részeiben található a Szent Péter-templom, a Szent János-templom, a Szent György-templom, a Dóm tér és a Szentlélek szerzetesrend, ahol a püspöki székhely volt. Az 5,5 hektáros területet a kor katonai építészetére jellemző félköríves erődítmények vették körül.
1282-ben Riga a Hanza-szövetség tagja lett, megerősítve ezzel a kereskedelemben betöltött helyét. A város fejlődő társadalmát tovább befolyásolták a rigai püspök és a Kardtestvérek rendjének leszármazottai közötti nézeteltérések, illetve a gazdag kereskedők és városlakók egyre növekvő rétege, akik nagyobb beleszólást akartak a város igazgatásába. A livóniai polgárháború idején a legrégebbi rendi várat lerombolták, helyébe az akkori városfalakon kívül építették a ma is álló rigai várat.
Az óváros utcahálózata a 13. századra nyúlik vissza. Láthatók a régi szárazföldi útvonalak nyomvonalai, a Daugava folyó egykori partja, valamint a később felszámolt épületegyüttesek, kolostorok és várak. Az óváros térképén jól láthatók a város fejlődésének szakaszai, amelyeket a különböző erődítési vonalak jelölnek, például látszódik a középkori rigai városfal nyomvonala (Marstaļu utca, Trokšņu utca), tornyai és kapui (Lőportorony). A 17. századi Svéd Livóniában Johan Rodenburg mérnök átépítette Riga erődítményeit és új bástyákat adott hozzájuk (Triangula bástya stb.). Az ipari forradalom idején, a 19. század közepén egy erődített város inkább hátrányt jelentett, ezért az óváros körüli falakat lebontották, helyükre körutakat építettek és kialakították a belvárosban az ipari és lakóövezeteket a külvárosok kiépítésével párhuzamosan. A 19. század közepére az erődítményrendszer elérte végleges formáját, miután 1857 és 1863 között lebontották az erődítmények többségét, helyükre pedig utcákat és sugárutakat építettek. Amikor a városfalat lebontották, a Daugava vizét az egykori fal területére vezették, létrehozva a városi csatornát. 1863 óta az óváros nem ment át semmilyen területi változáson. 
Az óváros épületei, azok építészete, belső terei és háztartási tárgyai, valamint a megvalósult és meg nem valósult közterület-fejlesztési projektek szintén kimeríthetetlen forrása a kulturális és történelmi információknak. A város területét történelmileg három csoportra osztották: az óvárosra (a falakon belül), a külvárosokra (a falakon kívül) és a vidékre. Az első kettőnek eltérő gazdasági és építési szabályai voltak, amelyek meghatározták építészeti jellegüket. Az óvárosban például csak kőépületeket lehetett építeni, így bár a 18. század végéig a faépületek domináltak, a ma is látható középkori, reneszánsz és barokk stílusú épületek többsége az óváros központi részén található. A külvárosokban csak faépületek voltak megengedettek, amelyek a katonai konfliktusok során megsemmisültek. Az óváros román és gótikus, reneszánsz, barokk, klasszicista, neostílusú, eklektikus, szecessziós, valamint egyéb stílusú épületei viszont a korszakok, hatalmak, kultúrák, társadalmi osztályok sokféleségéről tanúskodnak, amelyek ma is jelen vannak a területen.

### Világörökségi felvétel
Az 1990-es évek elején Vecrīga utcáit elzárták a forgalom elől, és csak a környék lakói, illetve a helyi áruszállító járművek közlekedhettek az óvárosban, külön engedéllyel. 1997-ben a területet, illetve a környező Centrs kerület nagy részét "Riga történelmi központja" néven felvették az UNESCO világörökségi listájára. Riga történelmi központjának megőrzését erős jogi rendelkezések rendszere biztosítja: hét nemzetközi egyezmény az örökségvédelemről, amelyekhez a Lett Köztársaság is csatlakozott, a kulturális műemlékvédelemről szóló törvény, a Riga történelmi központjának megőrzéséről és védelméről szóló törvény, 23 egyéb törvény és 27 rendelet, valamint a Riga történelmi központjának és védőövezetének megőrzésére és fejlesztésére vonatkozó terv (amelyet 2006-ban fogadott el a rigai városi tanács), beleértve a területre vonatkozó kötelező érvényű szabályokat.

## Látnivalók

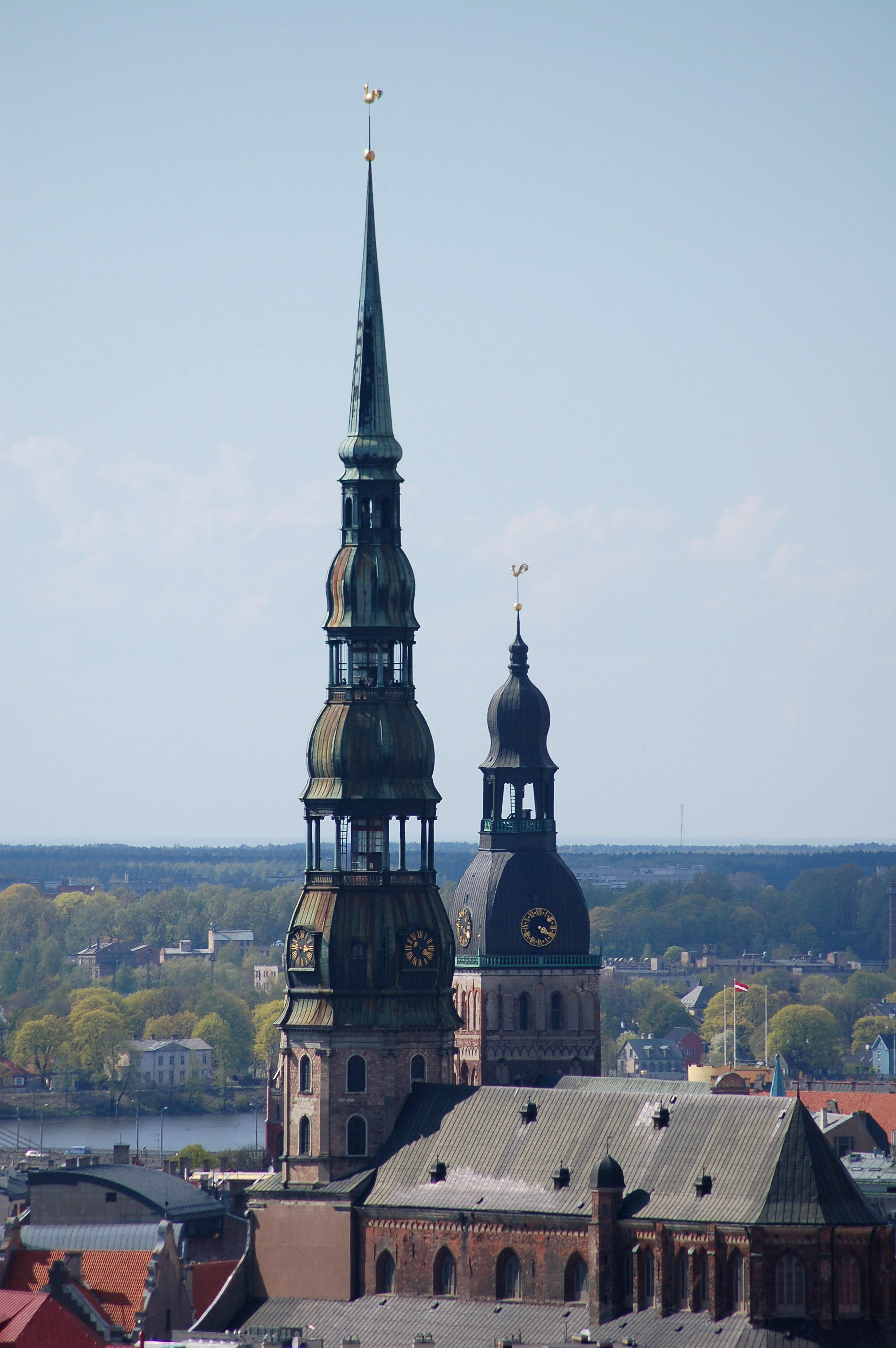
A Szent Péter-templom, mögötte pedig a rigai dóm óratornya.

### Templomok
- Rigai dóm, lettül Rīgas Doms, a lett evangélikus egyház központja, Riga püspökének székhelye. 1211-ben csarnoktemplomnak épült, és csak a 15. század elején építették át bazilikává. A rigai dóm Lettország és a balti régió legnagyobb és egyik legrégebbi egyházi épülete. A román, a korai gótika, a barokk és a szecesszió jegyeit ötvözi.[10] Rendkívül értékes a templom 1601-ben elkészült orgonája, amely a világ egyik legnagyobb mechanikus templomi orgonája.
- Szent Péter-templom, lettül Sv. Pētera baznīca, Lettország legmagasabb temploma, több mint 123 méter magas. A többször is újjáépített gótikus stílusú templom híres a gugliájáról, a barokk stílusú homlokzatáról és az 1596-ban elkészült reneszánsz stílusú bronz kandeláberjéről, amely, miután a második világháború idején elvitték, 2012-ben visszakerült a templomba.
- Szent Jakab-székesegyház, lettül Svētā Jēkaba katedrāle, 1225-ben lett felszentelve, története során két pápa is meglátogatta. A gótikus székesegyházat eredetileg templomnak építették. Az apszis nélküli kórusa ciszterci stílusban épült.
- Szent János-templom a lett evangélikus egyház egyik temploma, manapság koncerthelyszínként is használják.
- Szent György-templom egy katolikus templom volt, a legrégebben fennálló kőépítmény Rigában. Napjainkban a Lett Díszítőművészeti és Formatervezési Múzeum található az épületben.
- Szent Megváltó-templom az anglikán egyház neogótikus stílusú temploma.
- Református templom egy késő reneszánsz stílusban épült templom.
- Szent Mária Magdolna-templom
- Miasszonyunk-templom
- Peitav zsinagóga, Riga egyetlen használatban lévő zsinagógája. A Wilhelm Neumann által tervezett szecessziós épületet 1903 és 1905 között építették.[11]

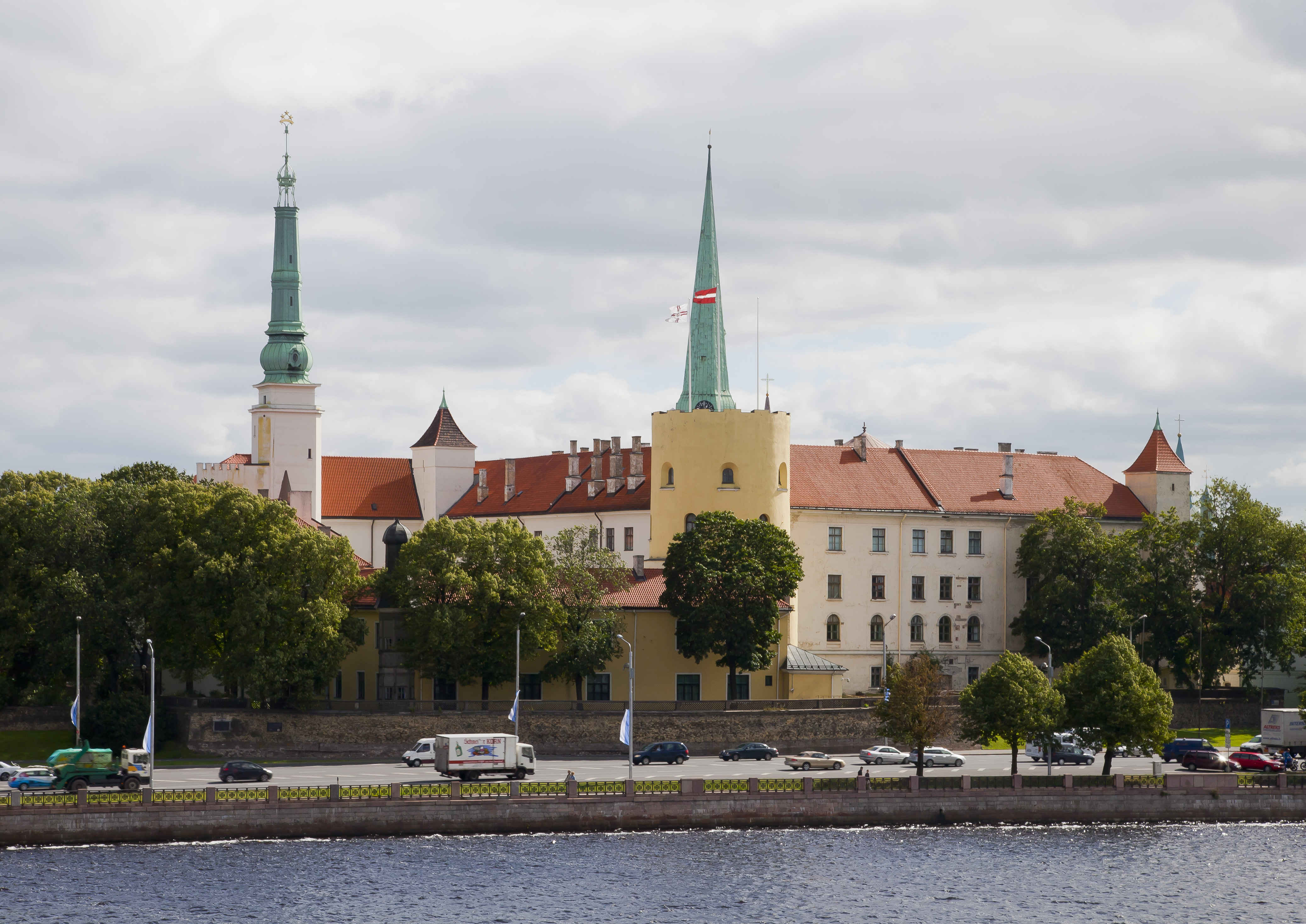
A rigai vár a Vanšu hídról.

### Erődítmények
- Rigai vár, lettül Rīgas pils, 1497 és 1515 között épült, napjainkban Lettország köztársasági elnökének rezidenciája. A késő klasszicista stílusú várnak két belső udvara és két saroktornya van. 1941-ben, miután a várat a szovjet Úttörőmozgalom rendelkezésére bocsájtották, az északi része Úttörővár néven vált ismertté.
- Lőportorony, lettül Pulvertornis, 1650-ben épült középkori stílusban, alakja egy patkóhoz hasonlít. A Lett Háborús Múzeum része.[12]
- Ramer torony
- Rigai városfal-at először 1207-ben említették, azután pedig folyamatosan bővítették. 1857 és 1863 között azonban lebontották a városfal és a hozzá tartozó erődítmények többségét, helyére a városi csatornát építették. Ma egyes részeit a Trokšņu utcában és a Torņa utcában lehet látni.
- Svéd-kapu a rigai városfal egyetlen ma is fennálló kapuja.

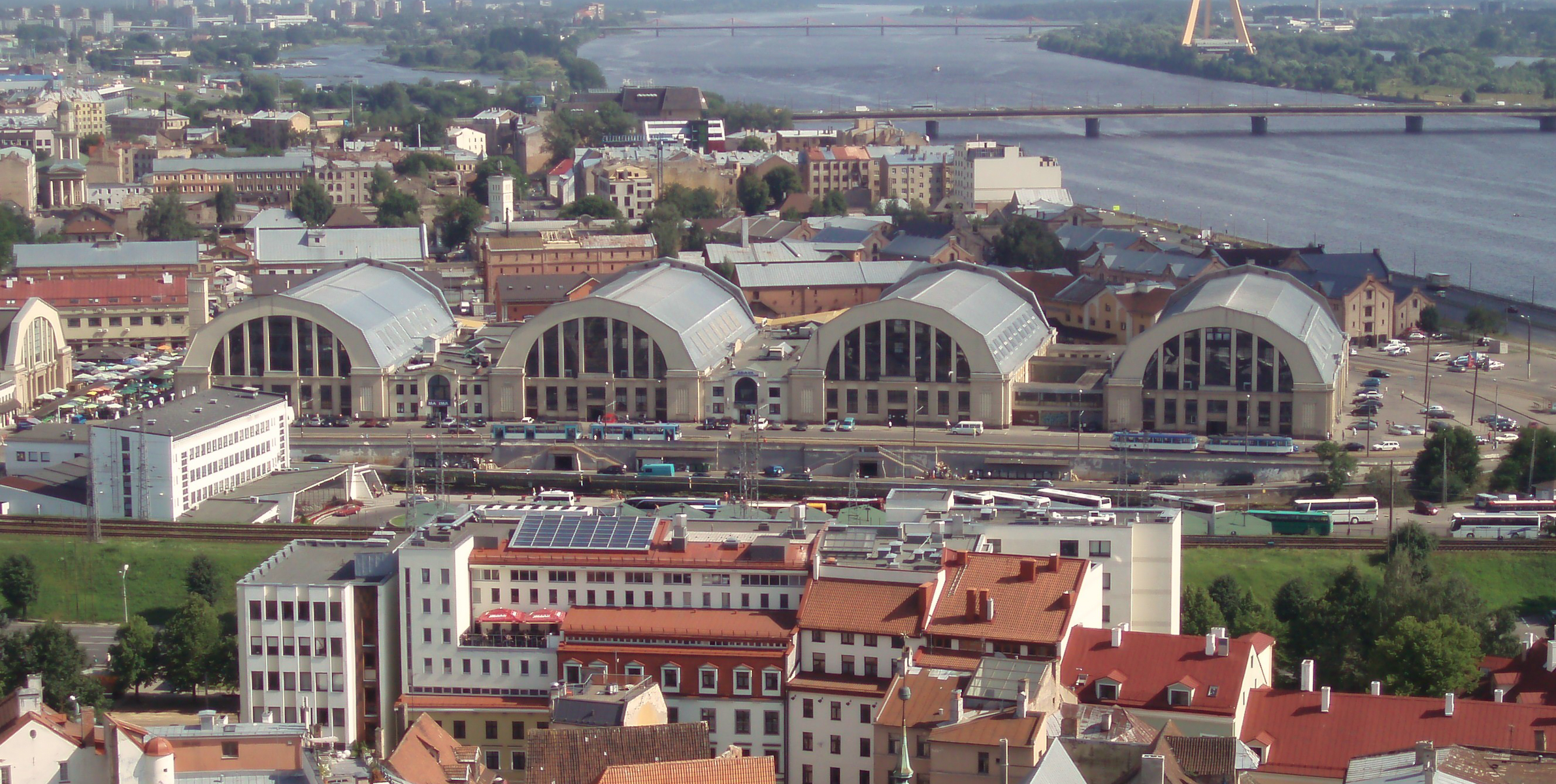
A Rigai Központi Piac, háttérben a Daugava folyó és a Sziget híd.

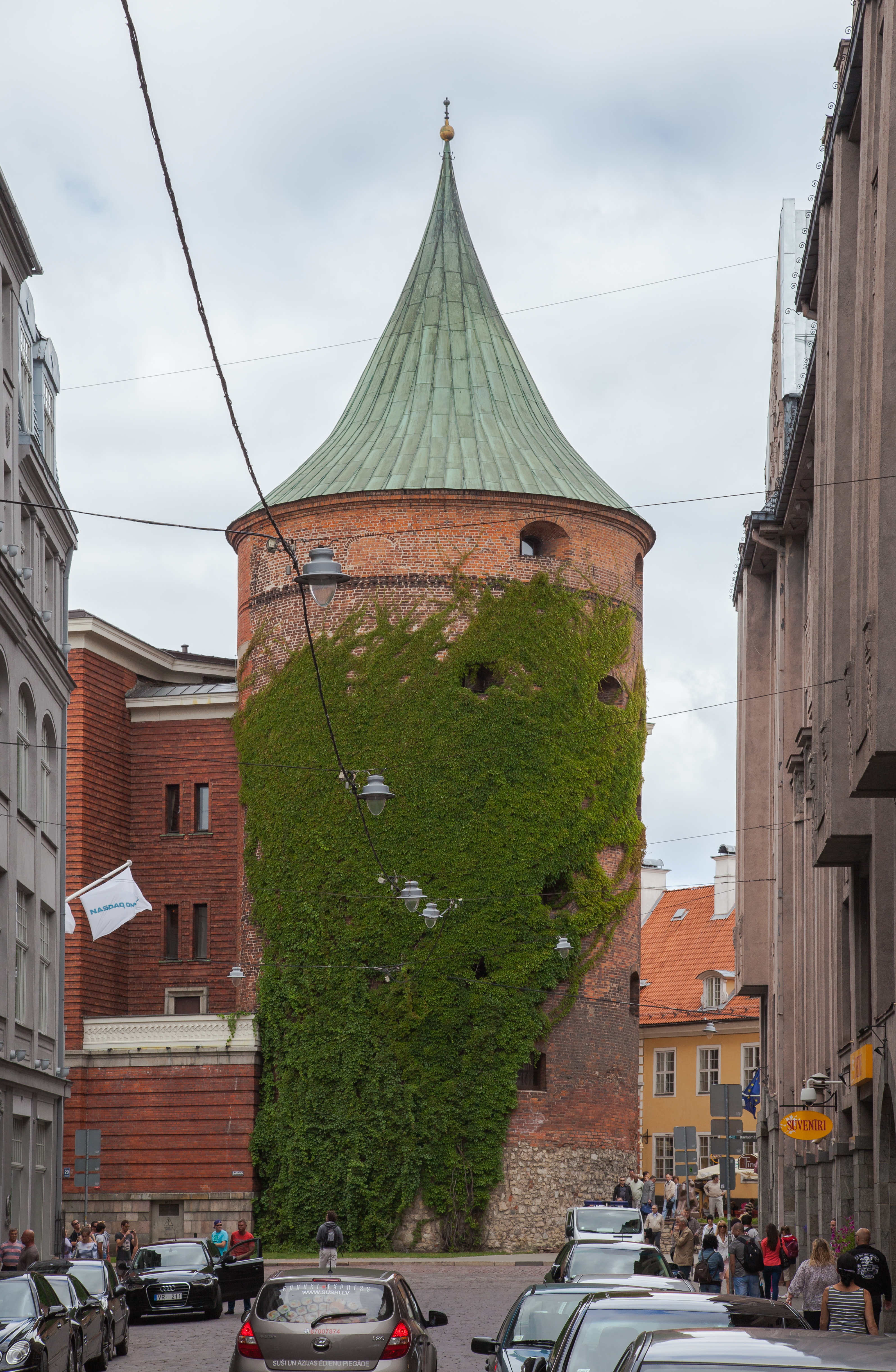
A Lőportorony, amely a Lett Háborús Múzeumnak ad otthont.

### Középületek
- Városháza elődje a 14. században épült, azóta többször is megsemmisült. A ma is álló városházát 2003-ban készítették el, amely az eredeti városháza stílusát ötvözi modern elemekkel. Az épület hátsó részében egy árkádsor található.
- Feketefejűek háza 1334-ben épült, amelyet a rigai Feketefejűek Testvérisége használt. Az idők során folyamatosan bővítették, így nyerte el reneszánsz stílusú kinézetét. A második világháború során az épület többsége megsemmisült, az 1990-es évek közepén építették csak újra.
- Rigai Központi Vásárcsarnok, lettül Rīgas Centrāltirgus, Európa egyik legnagyobb fedett piaca, 1924-ben kezdték el építeni és 1930-ban adták át. A léghajóhangárokat idéző épület neoklasszicista és art déco elemeket ötvöz, 1983-ban nyilvánították műemlékké.
- Nagy Céhet 1854 és 1859 között építették angol gótikus stílusban, napjainkban a Lett Nemzeti Szimfonikus Zenekar koncertterme.[13] A Baltikum egyik legrégibb középülete.
- Kis Céhet 1864 és 1866 között építették neogótikus stílusban Johann Felsko tervei alapján.
- Kardtestvérek Rendjének Háza egy neoreneszánsz és eklektikus stílusú épület, amely a Kardtestvérek rendjének ad otthont.[14] A Robert Pflug és a Jānis Baumanis által tervezett ház 1863 és 1867 között épült, szemben a Szent Jakab-székesegyházzal. A homlokzaton egy fülkét alakítottak ki, amelyben David Jensen dán szobrász Wolter von Plettenberg németalföldi Landmeistert ábrázoló szobra állt.
- Lett Nemzeti Opera klasszicista stílusú operaház a városi csatorna mellett.

### Múzeumok
- Nemzeti Történeti Múzeum 1869-ben jött létre és 1920-tól a rigai várban működött. Miután 2013-ban a rigai vár leégett, 2014 májusában a múzeum átköltözött a Szabadság körútra egy háromemeletes épületbe, amelyet Heinrich Scheel tervezett. Lettország történelmét mutatja be a látogatók számára régészeti, etnográfiai, numizmatikai, történelmi és művészeti szemszögekből.
- Lettország megszállásának múzeuma, lettül Mūsu okupācijas muzejs, 1993-ban jött létre, hogy bemutassa a második világháború alatti szovjet és német, majd megint a szovjet megszállást 1944-től az éneklő forradalomig. Más országok magas rangú képviselőinek hivatalos lettországi látogatása általában tartalmazza a megszállási múzeum meglátogatását.[15]
- Arzenál - Szépművészeti Múzeum 1980-as évek második felében nyílt meg és konceptuális művészeti kiállításoknak, nemzetközi projekteknek és lett, illetve külföldi művészek egyéni kiállításainak is otthont adott.
- Történeti és Tengerészeti Múzeum Riga egyik leglátogatottabb múzeuma, amely a város történetét és a tengerészet több területét, illetve a kettő kapcsolatát mutatja be.[16]
- Díszítőművészeti és Formatervezési Múzeum a korábbi Szent György-templom épületében található művészeti múzeum.
- Lett Háborús Múzeum, lettül Latvijas Kara muzejs, egy hadtörténeti múzeum a Lőportoronyban. Bemutatja Lettország háborús és harcászati történelmét, továbbá bemutatja a katonák által használt fegyvereket, egyenruhákat és eszközöket, betekintést adva a katonák életébe a történelem során.[16]
- Porcelán Múzeum
- Sportmúzeum

## Képgaléria

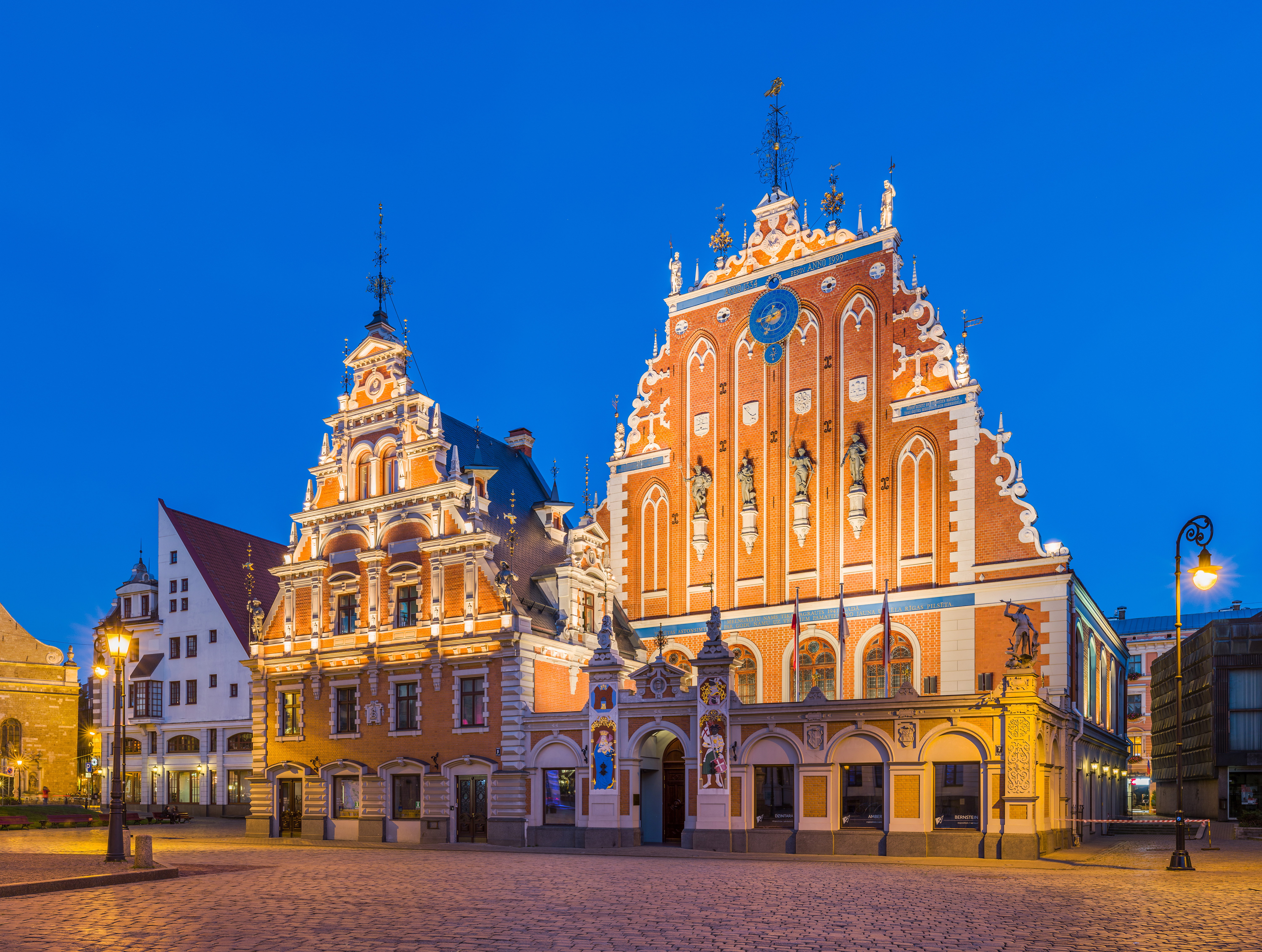
A Feketefejűek háza este.
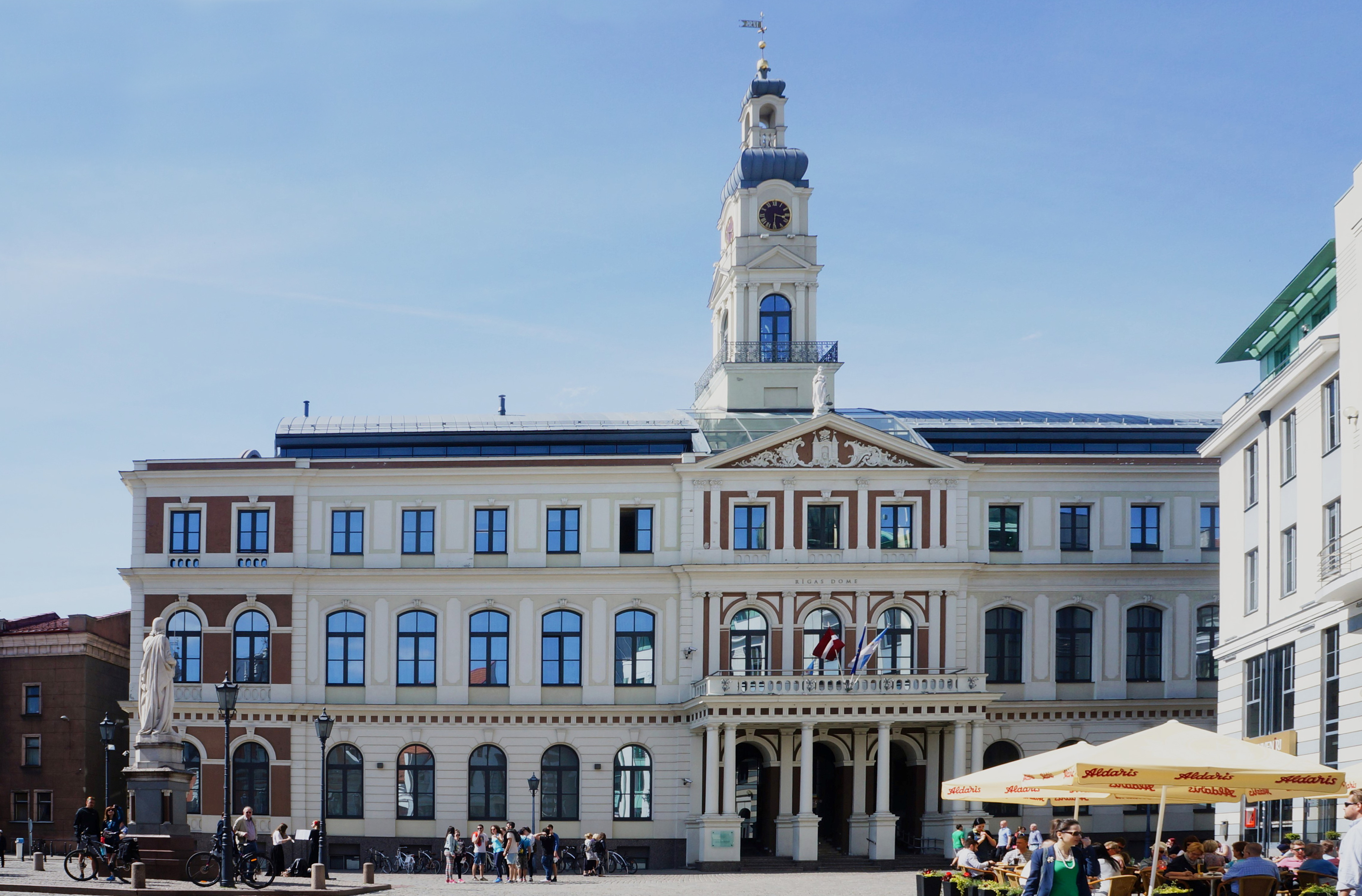
A Városháza épülete.
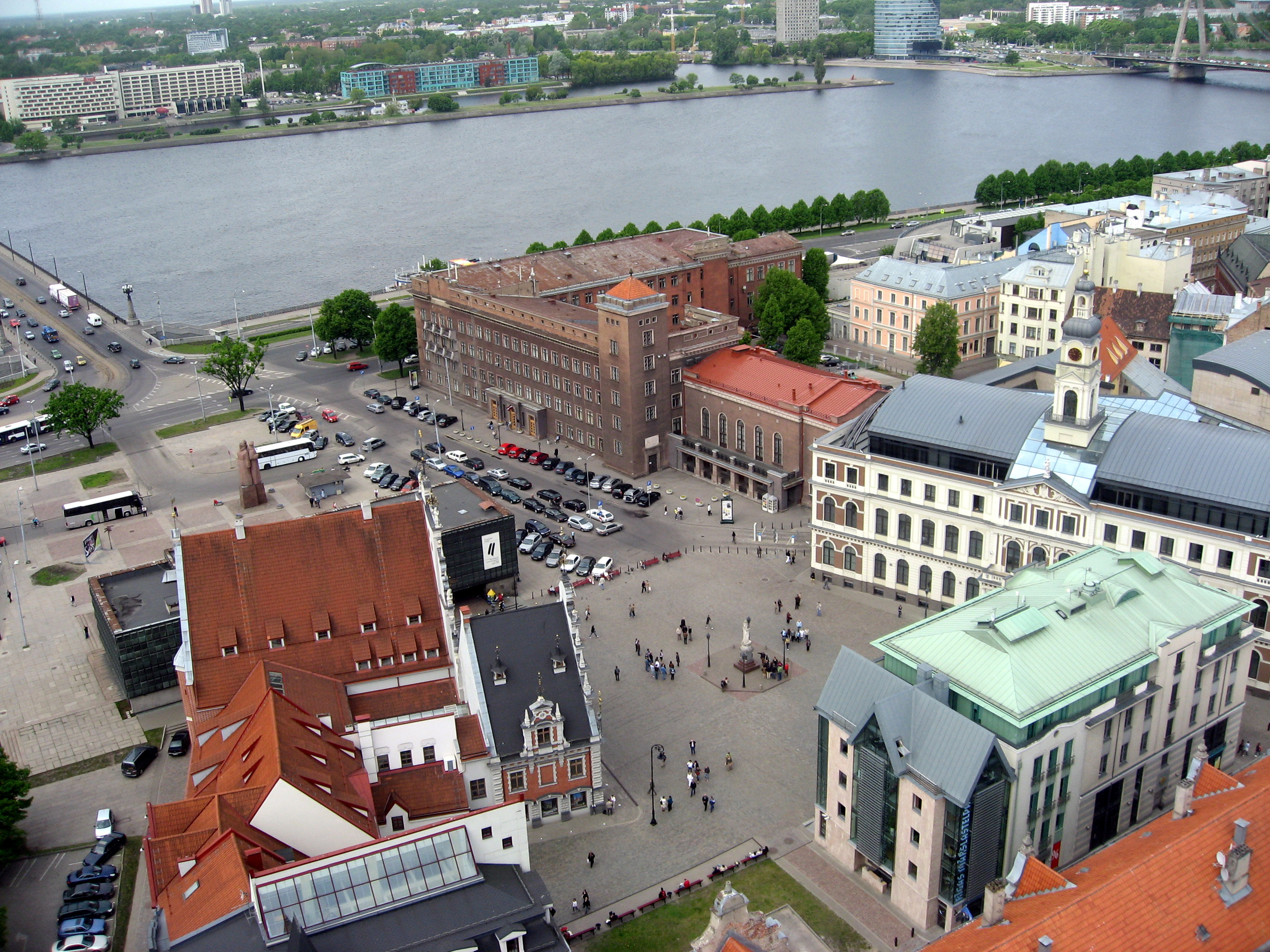
Légifelvétel a Városház térről.
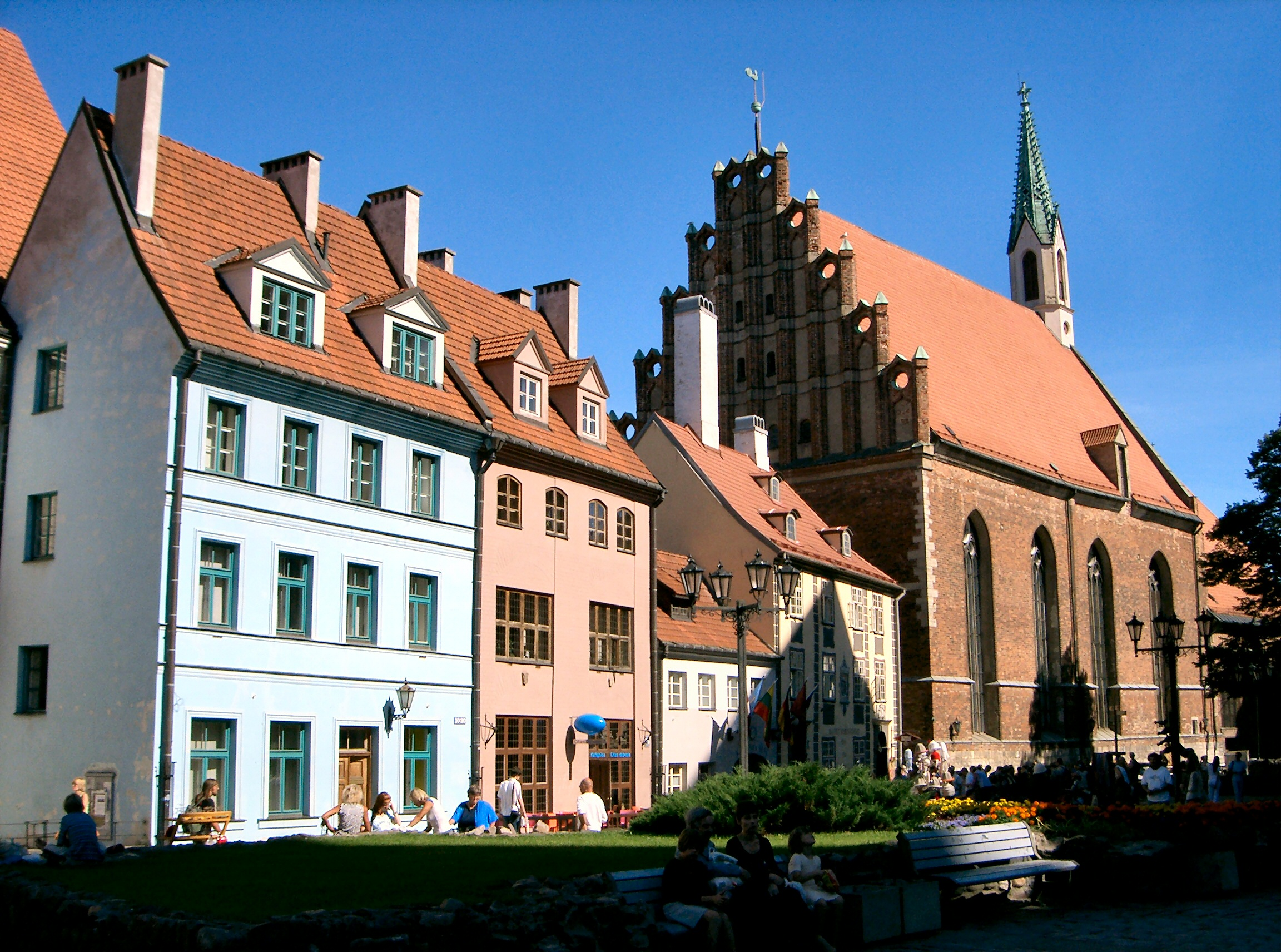
A Szent János-templom.
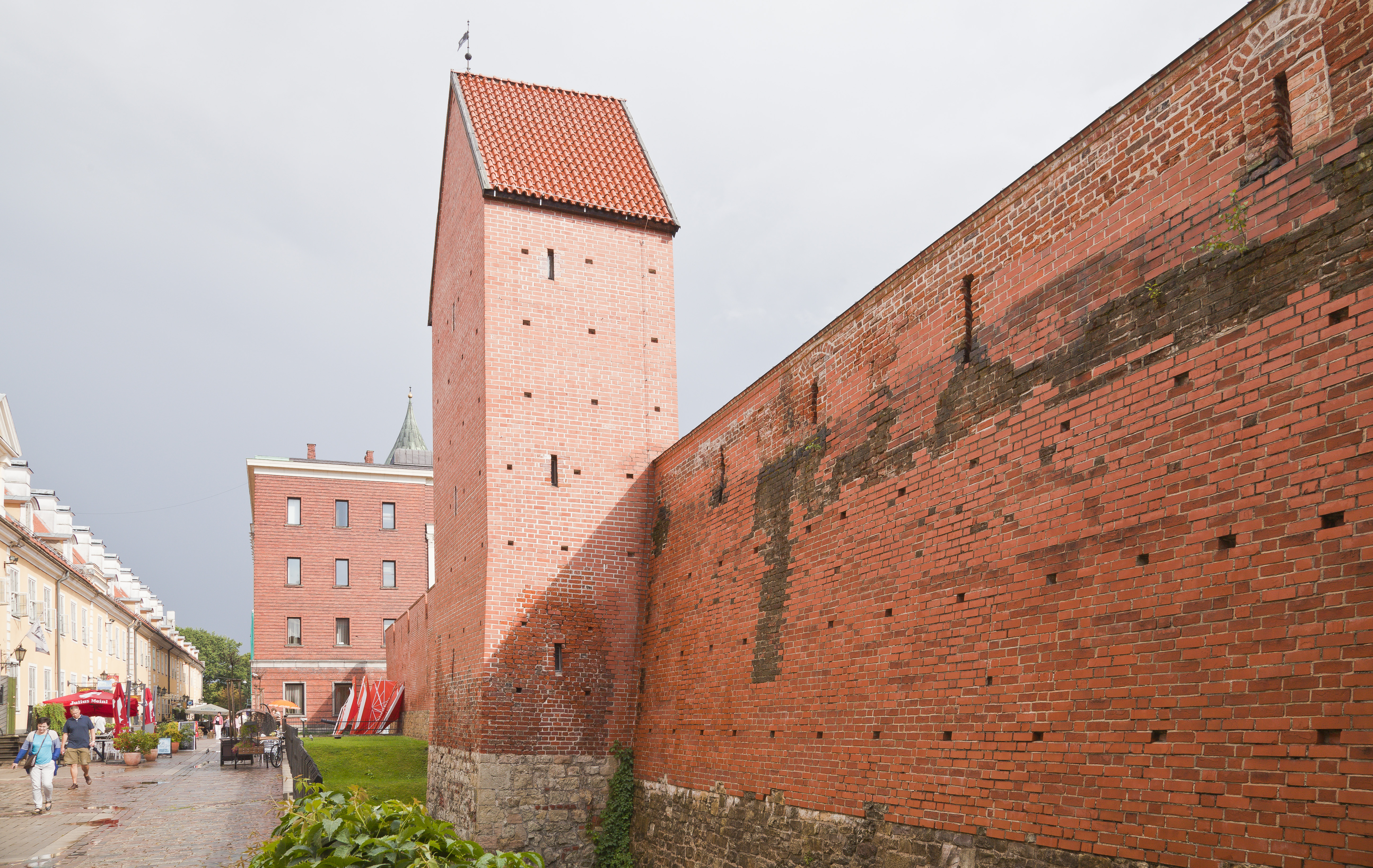
A középkori városfal egy újjáépített szakasza.

## Fordítás
Ez a szócikk részben vagy egészben  a   Vecrīga című lett Wikipédia-szócikk ezen változatának fordításán alapul.  Az eredeti cikk szerkesztőit annak laptörténete sorolja fel. Ez a jelzés csupán a megfogalmazás eredetét és a szerzői jogokat jelzi, nem szolgál a cikkben szereplő információk forrásmegjelöléseként.
Ez a szócikk részben vagy egészben  a   Vecrīga című angol Wikipédia-szócikk ezen változatának fordításán alapul.  Az eredeti cikk szerkesztőit annak laptörténete sorolja fel. Ez a jelzés csupán a megfogalmazás eredetét és a szerzői jogokat jelzi, nem szolgál a cikkben szereplő információk forrásmegjelöléseként.